# 4432-es mellékút (Magyarország)
A 4432-as számú mellékút egy 68,8 kilométer hosszú, négy számjegyű mellékút Békés és Csongrád-Csanád vármegyék területén; Békéscsabát köti össze Makóval.

## Nyomvonala
Békéscsaba délnyugati részén indul egy körforgalmú csomópontból, amely a 444-es főút 7,5 kilométerénél található, itt a 444-es főút az 
addigi délnyugati futásából északi irányba vált, a 4432-es út lényegében a főút addigi nyomvonalának útgeometriai folytatása. Az út így már közvetlenül a megyeszékhely külterületén kezdődik. Délnyugati irányban haladva északról a Fürjesi tanyák, délről a Kereki tanyák határolják. Kilométer-számozása 2+191-es kilométerszelvénnyel indul.
Körülbelül 2,7 kilométer múlva éri el a város nyugati határszélét, ott azt követve délnek fordul, de előtte még beletorkollik Telekgerendás felől egy mellékút, amely korábban a 4411-es útszámozást viselte, de úgy tűnik, hogy jelenleg csak önkormányzati útnak minősül.
10,4 kilométer után elhalad Békéscsaba, Telekgerendás és Csabaszabadi hármashatára mellett, innentől ez utóbbi községnek a vármegyeszékhellyel alkotott határvonalát kíséri. A 12+600-as kilométerszelvényénél újabb hármas határpontot érint, onnantól már Csabaszabadi és Újkígyós határát követi, méghozzá egy határozott irányváltással újra délnyugat felé folytatódva. Ott is határútként húzódik, ahol, a 14+250-es kilométerszelvénye táján keresztezi a Gyula-Csorvás közti 4431-es utat, annak 22+900-as szelvénye táján.
A 16+650-es kilométerszelvénye táján elhagyja a településhatárokat és teljesen Csabaszabadi területére ér. 17,6 kilométer után éri el a kis község legkeletibb házait, onnantól a belterület déli szélén húzódik, Apácai út néven. Pár lépéssel ezután kiágazik belőle dél felé a 4436-os út, Medgyesbodzás felé, alig fél kilométerrel távolabb pedig már újra külterületek között halad. A 20+450-es kilométerszelvénye táján a 4432-es út is átlép Medgyesbodzás közigazgatási területére, de ott csak rövid szakaszon halad, lakott területeket nem érintve, nyugati irányban: 21,6 kilométer után már Csanádapáca határvonalát keresztezi.
Csanádapáca területén először ismét délnyugati irányt vesz, majd 23,2 kilométer után újra nyugatnak fordul; a belterület keleti szélét már így éri el, pár lépéssel arrébb. Ott a neve egy darabig Csabai út, majd Batthyány Lajos út, így érkezik meg a település központjában lévő kereszteződésbe. Észak felől itt a Gerendástól idáig húzódó 4453-as út torkollik bele, az út maga pedig délnek folytatódik, Szent Gellért út néven. 25,7 kilométer után, kevéssel a lakott terület déli széle előtt egy körforgalomba ér: ott a Kevermes-Orosháza közti 4429-es úttal keresztezik egymást, utóbbi 28,6 kilométer megtétele után jár. A 4432-es útnak még egy elágazása van Csanádapáca közigazgatási területén, már bőven külterületen: a 28+350-es kilométerszelvénye táján a 4439-es út ágazik ki belőle, Kunágota-Dombegyház irányába.
30,6 kilométer után lép az út a következő település, Kaszaper területére, itt ismét nagyjából a délnyugati irányt követve. A belterület szélét 34,4 kilométer után éri el, ott a Petőfi utca nevet viseli, így érkezik meg a község központjába, ahol egy körforgalmú csomóponttal keresztezi az Orosháza-Mezőkovácsháza közt húzódó, itt a 14. kilométerénél tartó 4428-as utat. Innen az út már a Komlósi út nevet viseli, a belterület széléig, amit 35,5 kilométer után ér el.
Nem sokkal a 38. kilométere után ér a 4432-es Tótkomlós területére, a város belterületét pedig 42,4 kilométer után éri el. Egy rövid szakaszon Vásár tér a neve, majd a Széchenyi utca nevet veszi fel. 43,4 kilométer után keresztezi az Orosháza–Mezőhegyes közti 4427-es utat, ami után egy újabb rövid szakaszon, a város történelmi központjában a Wallaszky Pál tér nevet viseli. majd egy elágazása következik: a 4421-es út ágazik ki belőle északnyugati irányban, Békéssámson felé.
Az elágazás után a Kossuth Lajos utca nevet veszi fel, így keresztezi, a 44+550-es kilométerszelvényénél a Mezőtúr–Battonya-vasútvonalat; előtte pár lépéssel még kiágazik belőle a 44 328-as számú mellékút Tótkomlós vasútállomásra. A belterület szélét kevéssel a 45. kilométere után éri el, ugyanott kiágazik belőle a 4426-os út Pitvaros és Makó-Rákos irányába. A 46 350-es kilométerszelvényénél nyugati irányban ágazik ki belőle egy alsóbbrendű út: ez a 44 126-os útszámot viseli és Nagykopáncs településrészre vezet. Még ezután is sokáig húzódik tótkomlósi külterületek közt: csak az 54+900-as kilométerszelvényét elhagyva lépi át Makó határát.
Makó területén az első számottevő kereszteződését 57,4 kilométer után éri el, ott a város északi határrészeinek tanyavilágát nyugat-keleti irányban feltáró 4423-as út torkollik bele, bő 5 kilométer után. 60. kilométere után ér a Makóhoz csatolt Rákos település házai közé, a kis falu déli részén pedig egy delta csomóponthoz ér: itt ágazik ki belőle a 4425-ös út Magyarcsanád felé, a delta keleti ága önállóan számozódik, 92 504-es számmal. Majdnem ugyanitt ér véget a 4426-os út is, amelyet csak néhány lépésnyi távolság választ el attól, hogy ne a 4432-esbe torkolljon vissza, hanem a 4425-es útnál legyen a végpontja.
Rákost elhagyva az út délnyugat felé folytatódik, majd a 68+850-es kilométerszelvénye táján, csomópont nélkül, felüljárón keresztezi az M43-as autópálya nyomvonalát. Kevéssel a 71. kilométere előtt éri el a belterület keleti szélét, majd néhány száz méterrel arrébb keresztezi a 430-as főutat, amely ott pontosan az 5. kilométerénél jár. A neve innentől Rákosi út, így keresztezi 71,8 kilométer után a Tiszatenyő–Hódmezővásárhely–Makó-vasútvonalat, az egykori Makő-Újváros vasútállomás térségének északi szélénél, majd kiágazik belőle az állomásra vezető 44 319-es út.
A neve innen Justh Gyula út, s ezen a néven egyre inkább nyugati irányba húzódik, amíg, kicsivel a 73. kilométere előtt egy kereszteződéshez nem ér. Észak felől ott a 44 152-es út torkollik bele – ezen keresztül érhetik el a sztrádáról lehajtó autósok Makó belvárosát –, a 4432-es út pedig ugyanabban az irányban továbbhaladva délnek folytatódik, Vásárhelyi utca, majd Kossuth utca néven. Legutolsó szakaszán, Csanád vezér tér néven egy orsó alakú kiteresedést – ahol a buszpályaudvar is van – közrefogva szétválnak egymástól a dél felé vezető és az ellenirányú útpálya sávjai, hogy végül újra egy úttá összeolvadva érjenek véget, beletorkollva a 43-as főút 31+250-es kilométerszelvényénél lévő körforgalomba.
Teljes hossza, az országos közutak térképes nyilvántartását szolgáló kira.gov.hu adatbázisa szerint 74,959 kilométer.

## Települések az út mentén
- Békéscsaba
- (Telekgerendás)
- (Újkígyós)
- Csabaszabadi
- (Medgyesbodzás)
- Csanádapáca
- Kaszaper
- Tótkomlós
- Rákos
- Makó

## Története
1934-ben a kereskedelem- és közlekedésügyi miniszter 70 846/1934. számú rendelete a Békéscsaba-Csanádapáca közti szakaszát másodrendű főúttá nyilvánította, a Berettyóújfalu-Szeged közti 43-as főút részeként, további szakasza pedig ugyanakkor harmadrendű főút lett, 437-es útszámozással. A döntés annak ellenére született meg, hogy Csanádapáca és Tótkomlós közti szakasza – a rendelet alapján 1937-ben készült közlekedési térkép tanúsága szerint – még szinte teljes egészében kiépítetlen volt akkor.
Egy dátum nélküli, feltehetőleg 1949 körül készült térkép lényegében a teljes mai hosszában harmadrendű főútként tünteti fel, 437-es útszámozással.